# Sidi Nsir
Sidi Nsir est un village agricole tunisien. Il dépend de la délégation de Mateur dans le gouvernorat de Bizerte,.

## Histoire
En novembre 1942, il est occupé par les Alliés mais, en février 1943 pendant la campagne de Tunisie, les Allemands opposent une résistance et se battent en une opération offensive connue sous le nom de d'Opération Ochsenkopf (« tête de bœuf »), également connue sous le nom de « bataille de Sidi Nsir », entre le 26 février et le 4 mars 1943,.